# Euthalia nais
Euthalia nais is een vlinder uit de familie Nymphalidae, de vossen, parelmoervlinders en weerschijnvlinders. De spanwijdte bedraagt 58 tot 70 millimeter.
De vlinder komt voor in het Indische subcontinent. Waardplanten van de rups zijn Diospyros melanoxylon en Shorea robusta.